# Chiesa di San Vigilio (Pove del Grappa)
La chiesa di San Vigilio è la parrocchiale di Pove del Grappa, in provincia di Vicenza e diocesi di Padova; fa parte del vicariato di Valstagna-Fonzaso.

## Storia

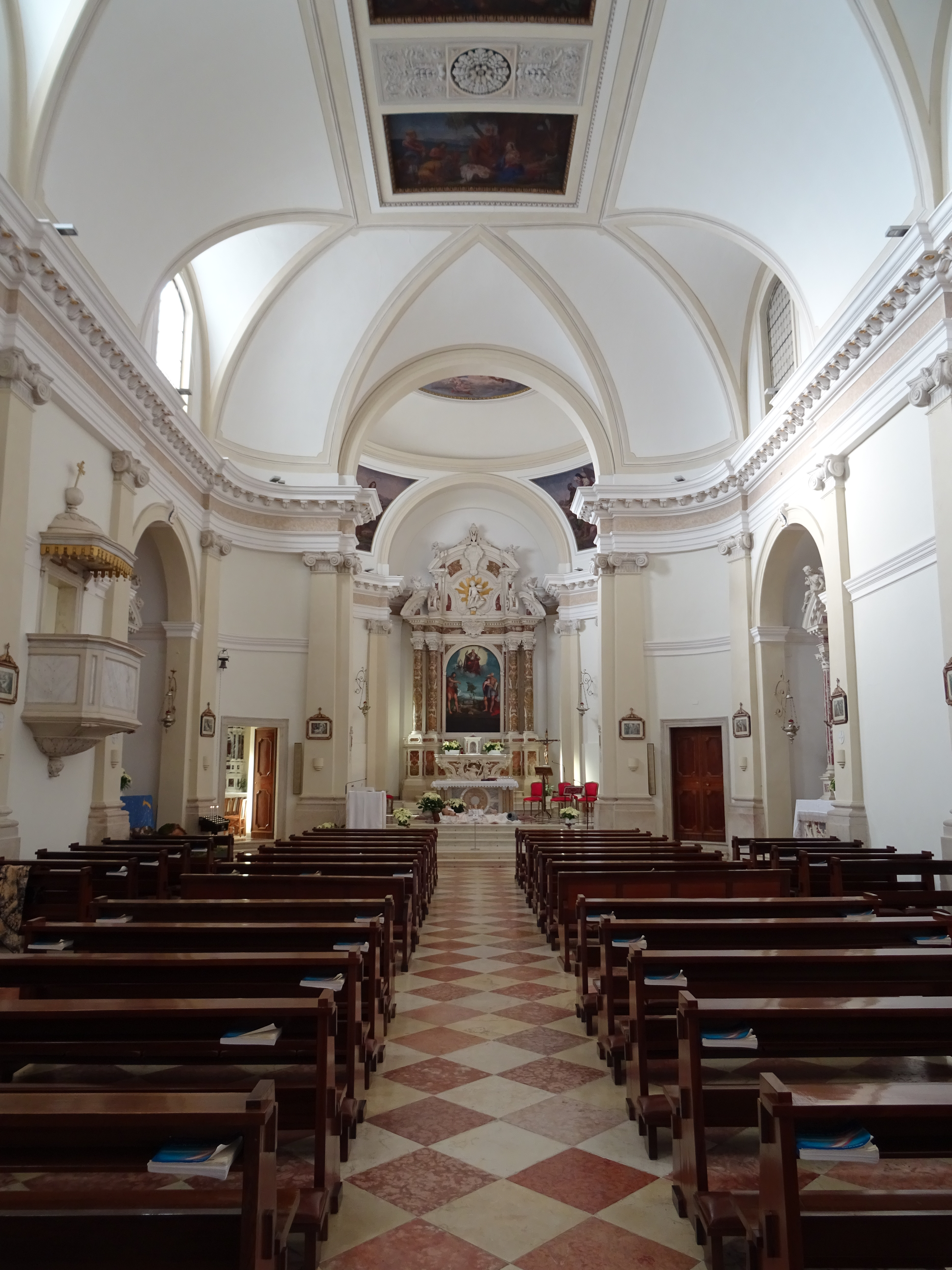
Interno

La prima citazione di una chiesa a Pove del Grappa risale al 13 luglio 1280, la chiesa è indicata in un atto notarile come Ecclesia Sancti Villi. L'atto è una richiesta che Forzaté  del fu Tedusio dei Forzaté fece al vescovo di Padova di tornare in possesso dei beni decimali che avevano ricevuto i fratelli Ezzelino e Alberico da Romano e i loro antenati in qualità di vassalli. la chiesa viene citata in un altro documento della fine del XIII secolo riguardante i passaggi del collettore delle decime papali. L'antica chiesa aveva l'orientamento a est ed si presentava di piccola dimensioni come l'antica chiesa di San Pietro risalente al primo millennio.
Da un documento del XIV secolo si apprende che la chiesa era filiale della pieve di Solagna. Se nel 1519 il campanile è descritto bello, nuovo ed imponente, nel 1535 la chiesa era descritta in pessime condizioni. 
Si decise, allora, di ristrutturare la parrocchiale, che venne riconsacrata nel 1604. Alla fine nel Settecento il campanile fu ricostruito e, all'inizio del XIX secolo, venne edificata l'attuale chiesa.

## Interno
Opere di pregio custodite all'interno della chiesa sono un crocifisso in legno di tiglio, scolpito nel XV secolo da artisti fiamminghi e portato in processione ogni cinque anni, una pala di Jacopo Bassano, il cui soggetto è San Vigilio in gloria tra san Giovanni e san Girolamo, eg un affresco ottocentesco di Giovanni De Min raffigurante Gesù Cristo nell'orto del Getsemani.